# Frenyó Vilmos
Frenyó Vilmos, 1916-ig Bass (Budapest, Terézváros, 1908. szeptember 27. – Budapest, 1998. április 27.) egyetemi tanár, botanikus, növényfiziológus, biológus.

## Életrajza
Frenyó Sándor természetrajz-angol szakos középiskolai tanár és Frisch Margit (aki akkor Bass Arnold kereskedősegéd felesége volt) gyermekeként született. 1916-ban Frenyó Sándor hivatalosan is a nevére vette. Elemi iskolai tanulmányait Budapesten, a Deák téri evangélikus iskolában fejezte be 1922-ben, majd a Fasori Evangélikus Főgimnáziumban folytatta tanulmányait 1926-ig, ekkor azonban a család anyagi helyzete miatt kénytelen volt megszakítani gimnáziumi tanulmányait, szakmát kellett tanulnia, ezért 1926-ban Bukarestben élő nagynénje családjához utazott. Öt évet töltött ott és golyóscsapágygyártásból segédlevelet szerzett. Ez a képzés jelentősen hozzájárult műszaki érzékének, technológiai készségeinek fejlesztéséhez. Ilyen irányú képességeit segítette az is, hogy Budapesten bognárinas képesítést is szerzett, az itt a fáról tanult ismeretei megkönnyítették későbbi biológiai tanulmányait is.
Hét éves kényszerpályáját befejezve két év alatt rendkívüli szorgalommal elvégezte a hiányzó négy gimnáziumi évet, majd 1932 szeptemberében a Pázmány Péter Tudományegyetem bölcsészettudományi karának biológia-kémia tanárszakos hallgatója lett. 1931-ben áttért az evangélikus vallásra. Egyetemi évei alatt, tanulmányai mellett számos ismeretterjesztő cikket is írt különböző lapokba. Tehetsége, szorgalma, rátermettsége hamar felhívta magára professzorai figyelmét, aminek eredményeként először 1935-től díjtalan gyakornokként, majd egy év múlva díjas gyakornokként dolgozott az egyetem Paál Árpád vezette intézetében. Diplomáját 1937-ben szerezte. 1936. szeptember 19-én Budapesten házasságot kötött Frenyó Márta Éva Herminnel, Frenyó Imre Aladár és Hegedűs Róza lányával.

## Munkássága
Kutatómunkája Orsós-Orován Ottóhoz kapcsolódva indult, aki a növényi szövettenyésztés hazai úttörőjének tekinthető. Orsós-Orován 1939-ben bekövetkezett halála után a fiatal munkatárs, Frenyó Vilmos Fehérköpenyes rabszolgák című könyvében írta le kutatói működésének első éveit, egyúttal emléket állítva az elhunyt barátnak, kollégának. 
1943-ban summa cum laude doktorált, majd Gimesi Nándor citológus-fiziológus professzor adjunktusaként dolgozott, helyileg a Fűvészkertben. Az ötvenes évek első felében a Gödöllői Agrártudományi Egyetem felkérésére félállású professzorként megszervezte az agráregyetemi növényélettani oktatást és magát a tanszéket is. Emellett azonban az időközben Eötvös Loránd Tudományegyetemmé vált pesti egyetemen is megtartotta állását, ahol Gimesi Nándor után 1952-1954 között egy szovjet vendégprofesszor, N. G. Potapov munkatársaként, majd Jámbor Béla docens tanszékvezetése alatt dolgozott.
1956-ban megbízást kapott az ELTE Növényélettani Tanszékének vezetésére, mely beosztást ezután 17 éven át, 1973-ig töltötte be. Közben 1965-ben megszerezte a biológiai tudomány doktora fokozatot. 1973 után – tanszékvezetői megbízatása lejártát követően mint beosztott professzorok, majd tanácsadóként még hosszú éveken át rendszeresen bejárt a tanszékre.
Fő érdeklődési területe az ásványi táplálkozás volt, az is elsősorban diagnosztikai szempontból. Erőssége volt viszont a műszertervezés, tervei közül megvalósult és néhány példányt gyártottak is a mikromennyiségű CO2 meghatározására szolgáló, hordozható légzésintenzitás-mérő készülékből.
Több mint 300 tudományos dolgozat és több száz ismeretterjesztő cikk fémjelzi tevékenységét. Számos könyv, tankönyv szerzője, társszerzője, számos növényélettani vizsgáló módszert alakított ki, fejlesztett tovább, nem egy újítása, módszere kapott szabadalmi oltalmat, így a vasúti talpfák konzerválásával, a cellulózbontó mikroorganizmusok semlegesítésével, a katalázaktivitást és a szén-dioxid mennyiséget regisztráló műszerrel kapcsolatos újításai is. Oktató,ismeretterjesztő és tudományos munkásságáért hivatalos elismerésekben is részesült,így kormánykitüntetéseken túl megkapta a Tudományos Ismeretterjesztő Társulat aranykoszorús jelvényét, a Magyar Biológiai Társaság Gorka Sándor díját, az ELTE jubileumi érmét. 85. születésnapja alkalmából megkapta a Magyar Növényélettani Társaság elismerő oklevelét is. 
Nevéhez fűződik a tanszéki előadóteremben a zártláncú televíziós rendszer kialakítása, ami minden más hasonló rendszert megelőzve kezdett működni a karon, és melynek segítségével élettani kísérleteket, akár mikroszkópi beállításokat tudott a hallgatókhoz közel vinni. Aktív tagja volt a Tudományos Ismeretterjesztő Társulatnak és egy sor tudományos társaságnak is, melyek közül talán a Magyar Biológiai Társaság Botanikai Szakosztályában volt a legaktívabb, ahol különböző tisztségeket is viselt.

## Emlékezete
- Az Egymásért vagyunk című, 2020-ban megjelent tudománytörténeti összeállításban munkásságára történő visszatekintés jelenik meg.[4]